# 中華盛頓東 (緬因州)
中華盛頓東（英語：East Central Washington）是位於美國緬因州華盛頓縣的一個未組織地區。

## 地方資料
中華盛頓東的面積為654.20平方千米，當中陸地面積為538.70平方千米，而水域面積為115.50平方千米。根據2020年美國人口普查的數據，當地共有人口724人，而人口密度為每平方千米1.11人。